# شکربوته یخی
شکربوته یخی (نام علمی: Protea pruinosa) نام یک گونه از سرده شکربوته‌ها است.